# Казе Бјанке (Рим)
Казе Бјанке је насеље у Италији у округу Рим, региону Лацио.
Према процени из 2011. у насељу је живело 20 становника. Насеље се налази на надморској висини од 12 м.